# Bezirksklasse Halle-Merseburg
De Bezirksklasse Halle Merseburg was een van de drie competities ten tijde van nazi-Duitsland die als tweede klasse fungeerde, onder de Gauliga Mitte. Het hele voetbalsysteem in Duitsland werd in 1933 na de machtsgreep van de NSDAP hervormd. De Midden-Duitse voetbalbond werd ontbonden en de 24 competities die in 1932/33 nog bestonden werden vervangen door de Gauliga Mitte en Gauliga Sachsen. Vanaf 1940/41 heette de competitie 1. Klasse Halle-Merseburg. 

## Erelijst
- Vetgedrukt als de club ook promotie kon afdwingen.

| Seizoen | Kampioen Magdeburg-Anhalt |
| ------- | ------------------------- |
| 1933/34 | FV Sportfreunde Halle     |
| 1934/35 | VfL Halle 1896            |
| 1935/36 | SV Merseburg 99           |
| 1936/37 | VfL Halle 1896            |
| 1937/38 | VfL 1911 Bitterfeld       |
| 1938/39 | FV Sportfreunde Halle     |
| 1939/40 | SpVg Zeitz 1910           |
| 1940/41 | Hallescher FC Wacker 1900 |
| 1941/42 | FV Sportfreunde Halle     |
| 1942/43 | R.B./VfL Merseburg        |

## Seizoenen Bezirksklasse
| Club                              | /10 | Seizoenen (1933-1943)           |
| --------------------------------- | --- | ------------------------------- |
| SV 1898 Halle                     | 10  | 1933-1943                       |
| SpVgg Borussia 02 Halle           | 8   | 1933-1935, 1937-1943            |
| FC Preußen 01 Merseburg           | 8   | 1933-1938, 1940-1943            |
| Weißenfelser FV Schwarz-Gelb 1903 | 7   | 1933-1940                       |
| VfL 1912 Merseburg                | 6   | 1933-1934, 1936-1941            |
| SpVgg Zeitz 1910                  | 6   | 1934-1940                       |
| VfL 1911 Bitterfeld               | 6   | 1935-1941                       |
| TuRV 1861 Weißenfels              | 5   | 1933-1937, 1939-1940            |
| Ammendorfer FC 1910               | 5   | 1934-1939                       |
| FV Sportfreunde Halle             | 4   | 1933-1934, 1938-1939, 1940-1942 |
| VfL Halle 1896                    | 4   | 1933-1937                       |
| Naumburger SV 05                  | 4   | 1933-1937                       |
| SV Merseburg 99                   | 4   | 1935-1936, 1940-1943            |
| Sportfreunde Naundorf             | 4   | 1935-1939                       |
| Hallescher FC Wacker 1900         | 4   | 1937-1941                       |
| SpVgg 1919 Neumark                | 3   | 1933-1936                       |
| SV Wacker 05 Nordhausen           | 3   | 1933-1936                       |
| TSV Leuna 1919                    | 3   | 1938-1941                       |
| SG Mockrehna                      | 3   | 1940-1943                       |
| VfB 1919 Zscherndorf              | 2   | 1936-1938                       |
| SV Holzweißig                     | 2   | 1937-1939                       |
| KSG RB/VfL Merseburg              | 2   | 1941-1943                       |
| SV Union Sandersdorf              | 2   | 1941-1943                       |
| Rot-Weiß/VfL Bitterfeld           | 2   | 1941-1943                       |
| BSC 07 Sangerhausen               | 1   | 1933-1934                       |
| Sportgruppe Torgau                | 1   | 1934-1935                       |
| Wacker 04 Mückenberg              | 1   | 1935-1936                       |
| TuSB Piesteritz                   | 1   | 1938-1939                       |
| LSV Nordhausen                    | 1   | 1941-1942                       |
| FC Wittenberg 07                  | 1   | 1942-1943                       |
| MSV Torgau                        | 1   | 1942-1943                       |